# Dune: Part Two
Dune: Part Two is een Amerikaanse sciencefictionfilm uit 2024, geregisseerd door Denis Villeneuve en het vervolg op Dune uit 2021. Timothée Chalamet, Zendaya, Rebecca Ferguson, Josh Brolin, Dave Bautista, Stellan Skarsgård, Charlotte Rampling en Javier Bardem hernemen hun rollen uit de eerste film, en Austin Butler, Florence Pugh, Christopher Walken en Léa Seydoux voegden zich bij de cast.

## Verhaal
Paul Atreides vervolgt zijn reis, samen met Chani en de Vrijmans, terwijl hij wraak zoekt op de samenzweerders die zijn familie hebben vermoord. Hij probeert een verschrikkelijke toekomst te voorkomen die alleen hij kan voorspellen.

## Rolverdeling
| Acteur             | Personage               |
| ------------------ | ----------------------- |
| Timothée Chalamet  | Paul Atreides           |
| Zendaya            | Chani                   |
| Rebecca Ferguson   | Vrouwe Jessica          |
| Stellan Skarsgård  | Baron Harkonnen         |
| Javier Bardem      | Stilgar                 |
| Josh Brolin        | Gurney Halleck          |
| Dave Bautista      | Glossu Rabban Harkonnen |
| Charlotte Rampling | Eerwaarde Moeder Mohiam |
| Austin Butler      | Feyd-Rautha Harkonnen   |
| Florence Pugh      | Prinses Irulan          |
| Christopher Walken | Shaddam IV              |
| Léa Seydoux        | Margot Fenring          |

## Productie
In maart 2018 verklaarde Denis Villeneuve dat het zijn doel was de roman Dune (1965) van Frank Herbert om te zetten in een tweedelige filmreeks. Villeneuve kreeg uiteindelijk een deal voor twee films met Warner Bros. Pictures, in dezelfde stijl als de tweedelige bewerking van Stephen Kings It in 2017 en 2019. Hij verklaarde dat hij er niet mee zou instemmen om deze bewerking van het boek met een enkele film te maken aangezien Dune te complex was om in één film vast te leggen.
Er werden alleen productiecontracten binnengehaald voor een eerste film, waarbij de tweede film "groen licht" moest krijgen op basis van het succes van de eerste. Na het kritische en commerciële succes van de eerste film gaven Warner Bros. en Legendary Entertainment in oktober 2021 "groen licht" voor de film. In 2022 werden nieuwe castleden aangekondigd, waaronder Pugh, Butler, Walken, Seydoux en Yacoub.
De filmopnames vonden plaats tussen juli en december 2022 in Boedapest, Italië en Abu Dhabi. De romantische scènes tussen Paul en Chani zijn voornamelijk gefilmd op afgelegen locaties in Jordanië tijdens het gouden uur. De scènes werden vaak zo snel mogelijk gefilmd, waarbij slechts een venster van een uur beschikbaar was.

### Soundtrack
Hans Zimmer componeerde ook de filmmuziek voor deel twee nadat hij dit ook voor de vorige film had gedaan. Zimmer had voorafgaand aan de aankondiging van de film meer dan 90 minuten muziek gecomponeerd om Villeneuve inspiratie te geven bij het schrijven.

### Trailer
Op 25 april 2023 werd tijdens het Warner Bros.-panel op CinemaCon een teaser-trailer voor Dune: Part Two gepresenteerd. Een tweede trailer werd uitgebracht op 29 juni 2023. De trailer werd genomineerd voor Best Fantasy Adventure voor de Golden Trailer Awards.

## Release en ontvangst
De film ging in première op 6 februari 2024 met rode loper in het Auditorio Nacional in Mexico-Stad. Op 15 februari 2024 verscheen Dune: Part Two op Leicester Square in Londen.
De Amerikaanse release van Dune: Part Two vond plaats op 1 maart 2024. Dune: Part Two zou oorspronkelijk op 20 oktober 2023 uitkomen maar werd verscheidene malen uitgesteld wegens onder meer de Writers Guild of America-staking en de SAG-AFTRA-staking.
De film kreeg overwegend positieve kritieken van de filmcritici, met een score van 97% op Rotten Tomatoes, gebaseerd op 159 beoordelingen.

## Prijzen en nominaties
De belangrijkste:
| Jaar | Prijs                               | Categorie                              | Genomineerde(n)                                           | Uitslag     |
| ---- | ----------------------------------- | -------------------------------------- | --------------------------------------------------------- | ----------- |
| 2025 | Golden Globes                       | Beste film – drama                     | Beste film – drama                                        | Genomineerd |
| 2025 | Golden Globes                       | Beste filmmuziek                       | Hans Zimmer                                               | Genomineerd |
| 2025 | Satellite Awards                    | Beste dramafilm                        | Beste dramafilm                                           | Genomineerd |
| 2025 | Satellite Awards                    | Beste regisseur                        | Denis Villeneuve                                          | Genomineerd |
| 2025 | Satellite Awards                    | Beste cinematografie                   | Greig Fraser                                              | Gewonnen    |
| 2025 | Satellite Awards                    | Beste montage                          | Joe Walker                                                | Gewonnen    |
| 2025 | Satellite Awards                    | Beste kostuums                         | Jacqueline West                                           | Genomineerd |
| 2025 | Satellite Awards                    | Beste productieontwerp                 | Patrice Vermette en Shane Vieau                           | Genomineerd |
| 2025 | Satellite Awards                    | Beste soundtrack                       | Hans Zimmer                                               | Genomineerd |
| 2025 | Satellite Awards                    | Beste geluid                           | Ron Bartlett, Doug Hemphill, Gareth John en Richard King  | Genomineerd |
| 2025 | Satellite Awards                    | Beste visuele effecten                 | Stephen James, Paul Lambert, Gerd Nefzer en Rhys Salcombe | Genomineerd |
| 2025 | Grammy Awards                       | Best Score Soundtrack for Visual Media | Hans Zimmer                                               | Gewonnen    |
| 2025 | Critics Choice Awards               | Beste film                             | Beste film                                                | Genomineerd |
| 2025 | Critics Choice Awards               | Beste regisseur                        | Denis Villeneuve                                          | Genomineerd |
| 2025 | Critics Choice Awards               | Beste bewerkte scenario                | Denis Villeneuve en Jon Spaihts                           | Genomineerd |
| 2025 | Critics Choice Awards               | Beste camerawerk                       | Greig Fraser                                              | Genomineerd |
| 2025 | Critics Choice Awards               | Beste productieontwerp                 | Patrice Vermette en Shane Vieau                           | Genomineerd |
| 2025 | Critics Choice Awards               | Beste montage                          | Joe Walker                                                | Genomineerd |
| 2025 | Critics Choice Awards               | Beste kostuumontwerp                   | Jacqueline West                                           | Genomineerd |
| 2025 | Critics Choice Awards               | Beste grime en haarstijl               | Hair and Makeup Team                                      | Genomineerd |
| 2025 | Critics Choice Awards               | Beste visuele effecten                 | Paul Lambert, Stephen James, Rhys Salcombe en Gerd Nefzer | Gewonnen    |
| 2025 | Critics Choice Awards               | Beste filmmuziek                       | Hans Zimmer                                               | Genomineerd |
| 2025 | British Academy Film Awards (BAFTA) | Beste regisseur                        | Denis Villeneuve                                          | Genomineerd |
| 2025 | British Academy Film Awards (BAFTA) | Beste cinematografie                   | Greig Fraser                                              | Genomineerd |
| 2025 | British Academy Film Awards (BAFTA) | Beste montage                          | Joe Walker                                                | Genomineerd |
| 2025 | British Academy Film Awards (BAFTA) | Beste productieontwerp                 | Patrice Vermette en Shane Vieau                           | Genomineerd |
| 2025 | British Academy Film Awards (BAFTA) | Beste grime en haar                    | Love Larson en Eva Von Bahr                               | Genomineerd |
| 2025 | British Academy Film Awards (BAFTA) | Beste geluid                           | Ron Bartlett, Doug Hemphill, Gareth John en Richard King  | Gewonnen    |
| 2025 | British Academy Film Awards (BAFTA) | Beste visuele effecten                 | Paul Lambert, Stephen James, Gerd Nefzer en Rhys Salcombe | Gewonnen    |
| 2025 | Academy Awards (Oscars)             | Beste film                             | Beste film                                                | Genomineerd |
| 2025 | Academy Awards (Oscars)             | Beste camerawerk                       | Greig Fraser                                              | Genomineerd |
| 2025 | Academy Awards (Oscars)             | Beste productieontwerp                 | Patrice Vermette en Shane Vieau                           | Genomineerd |
| 2025 | Academy Awards (Oscars)             | Beste geluid                           | Gareth John, Richard King, Ron Bartlett en Doug Hemphill  | Gewonnen    |
| 2025 | Academy Awards (Oscars)             | Beste visuele effecten                 | Paul Lambert, Stephen James, Rhys Salcombe en Gerd Nefzer | Gewonnen    |

## Toekomst
Villeneuve heeft interesse in het maken van een derde film gebaseerd op Dune Messiah, de tweede roman in de serie, als afsluiter van een trilogie en voegde eraan toe dat het maken van de film afhing van het succes van Dune: Part Two. Spaihts herhaalde in maart 2022 ook dat Villeneuve plannen had voor een derde film en voor de televisie-spin-off-serie Dune: The Sisterhood.